# 桥之彼端
《桥之彼端》是2022年上映的美国剧情片，为莉拉·内格鲍尔导演的首部长片，由奥特莎·莫什菲格、卢克·格贝尔和伊丽莎白·桑德斯编剧，珍妮佛·勞倫斯（兼制片人）、布萊恩·泰瑞·亨利、琳达·埃蒙德、杰恩·霍迪谢尔、斯蒂芬·麦金莱·亨德森和罗素·哈佛主演。电影以战争中患上创伤性脑损伤的美军女兵为主角，讲述她返回家乡新奥尔良适应平静生活的故事。
影片于2022年9月10日在第47届多伦多国际电影节首映，2022年10月28日在部分院线上映，2022年11月4日登陆流媒体平台Apple TV+。影片获得影评人普遍好评，其中劳伦斯和亨利的表演受到肯定。此外，亨利凭借本片获提名第95屆奧斯卡金像獎最佳男配角。

## 梗慨
美军女兵琳赛在阿富汗执勤时遭遇簡易爆炸裝置爆炸，穿上创伤性脑损伤，被迫回到老家新奥尔良修养。由于一直希望回归战场，琳赛难以适应平静的日常生活。医生认为脑损伤极有可能造成她的抑郁症状，不愿意签署弃权声明书，让她回归部队。康复过程中，琳赛与汽修工詹姆斯意外成为朋友。詹姆斯一次与侄子在庞恰特雷恩湖堤道（Lake Pontchartrain Causeway）行车时遭遇车祸，侄子当场身亡，詹姆斯则落下身体及心理创伤。电影片名“堤道”（Causeway）隐喻了片中的旅程，导演内格鲍尔解释说“开车经过堤道是很吓人的事情，因为你不觉得灾难会降临。”

## 阵容
- 珍妮佛·勞倫斯 饰 琳赛（Lynsey）
- 布萊恩·泰瑞·亨利 饰 詹姆斯·奥库安（James Aucoin）
- 琳达·埃蒙德（英语：Linda Emond） 饰 格洛丽亚（Gloria），琳赛的母亲
- 杰茵·霍迪谢尔（英语：Jayne Houdyshell） 饰 莎朗（Sharon），护工
- 斯蒂芬·麦金莱·亨德森（英语：Stephen McKinley Henderson） 饰 卢卡斯医生（Dr. Lucas）
- 罗素·哈佛（英语：Russell Harvard） 饰 贾斯汀（Justin），琳赛的哥哥
- 肖恩·卡瓦哈尔（Sean Carvajal）饰 桑迪亚哥（Santiago），汽修工
- 弗雷德·韦勒（英语：Fred Weller） 饰 瑞克（Rick），泳池清洁公司老板
- 尼尔·哈夫（英语：Neal Huff） 饰 神经心理学家

## 制片
2019年4月，消息指珍妮佛·勞倫斯和布萊恩·泰瑞·亨利将出演一部未定名的剧情片，莉拉·内格鲍尔导演，伊丽莎白·桑德斯编剧。劳伦斯、贾斯汀·恰罗基（Justine Ciarrocchi）、伊莱·布什和斯科特·魯丁分别通过旗下的Excellent Cadaver和IAC影业出任制片人，A24参与发行。
主体拍摄原计划于2019年夏季在新奥尔良展开，其后因为颶風巴瑞推迟。后来又于2020年3月重启，但由碰上2019冠状病毒病疫情，最终延宕至2021年夏季才杀青。之后劳伦斯和亨利继续对剧本进行预演，以增加两人在戏中的默契，进一步丰富剧本，而两人的戏份被认为是全片最大的看头。
2021年4月，卷入性虐待丑闻的斯科特·魯丁退出制片人职务。2021年12月30日，美国编剧工会将桑德斯及奥特莎·莫什菲格、卢克·格贝尔列为剧本的最终作者。

## 发行
2022年7月，消息指Apple TV+将负责影片的发行。电影全球首映礼于2022年9月10日在2022年多倫多國際影展举行。欧洲首映礼于2022年10月8日在倫敦影展举行。电影于2022年10月28日在部分院线上映，11月4日正式上线Apple TV+。

## 反响

### 专业评价
汇总媒体爛番茄根据158条评论打出85%的新鲜度，平均得分7.1/10。网站共识写道：“在詹妮弗·劳伦斯和布萊恩·泰瑞·亨利扣人心弦的表演带动下，《桥之彼端》用强有力的克制情绪看到心理创伤带来的长期影响。”Metacritic根据39条评论打出66/100的平均分，表示“普遍好评”。
《觀察家報》温迪·伊德（Wendy Ide）打出4/5星的评价，认为电影是“一部柔和、敏感的戏剧，劳伦斯的表演谨慎、克制，如同她在《冬天的骨头》的表演那样给人留下深刻印象。”《前音後果》的玛丽·西罗基（Mary Siroky）打出B+的评分，认为电影是詹妮弗·劳伦斯一次出色的回归，布赖恩·泰瑞·亨利有望凭借该片的精彩表现拿下更多男主角的戏份，尽管少有的不足之处在始终想用更多的时间来展现这些角色。他称赞劳伦斯的表现和《冬天的骨头》一样“扣人心弦”，亨利则“接地气，有些时候我们感觉就像闯进了他的生活”。《Time Out》的安娜·史密斯打出4/5星，认为两位主演都很震撼人：“劳伦斯低调来又引人注目，亨利时而富有同情心、时而有趣，时而令人心碎。”她认为电影会为影迷带来大量关于人性、创伤、联系及陌生人善意的深刻好戏。
《奧斯汀紀事》的珍妮·努夫（Jenny Nulf）写道：“詹妮弗·劳伦斯阔别多年再次在电影中全力展现演技，仿佛是在提醒我们，她是我们这个时代最出色的女演员.....劳伦斯和亨利默契十足，用温柔的微笑来传达他们的痛苦和艰辛，而不是用浓墨重彩的叙述。导演莉亚·内格鲍尔（以戏剧出名，但也创作过口碑爆棚的电视剧《靈異女僕》）设法保持低调，专注于劳伦斯和亨利表演的细微差别，而这些细微差别承载着沉重的剧本。”《独立报》的亚当·怀特（Adam White）打出4/5星，称赞劳伦斯表演“出彩”，使人们想起她之前广受好评的自然演技，亨利则仿佛给詹姆斯故事中的每个寂静的间隙砸上一锤子。
2023年3月，本片在爛蕃茄發表「270部由21世紀女性執導的電影佳作」清單榜上有名。

### 奖项
| 大奖                    | 颁奖日期       | 奖项         | 获得者           | 结果   | 参考   |
| ----------------------- | -------------- | ------------ | ---------------- | ------ | ------ |
| 奥斯卡金像奖            | 2023年3月12日  | 最佳男配角   | 布萊恩·泰瑞·亨利 | 待定   | [ 25 ] |
| 女性电影记者联盟        | 2023年1月5日   | 最佳女配角   | 布萊恩·泰瑞·亨利 | 提名   | [ 26 ] |
| 奥斯汀影评人协会        | 2023年1月10日  | 最佳女配角   | 布萊恩·泰瑞·亨利 | 提名   | [ 27 ] |
| 黑卷轴奖                | 2023年2月6日   | 最佳女配角   | 布萊恩·泰瑞·亨利 | 獲獎   | [ 28 ] |
| 芝加哥影评人协会        | 2022年12月14日 | 最佳男配角   | 布萊恩·泰瑞·亨利 | 提名   | [ 29 ] |
| 评论家选择电影奖        | 2023年1月15日  | 最佳男配角   | 布萊恩·泰瑞·亨利 | 提名   | [ 30 ] |
| 达拉斯—沃斯堡影评人协会 | 2022年12月19日 | 最佳男配角   | 布萊恩·泰瑞·亨利 | 第四名 | [ 31 ] |
| 乔治亚影评人协会        | 2023年1月13日  | 最佳女配角   | 布萊恩·泰瑞·亨利 | 提名   | [ 32 ] |
| 哥谭奖                  | 2022年11月28日 | 最佳配角     | 布萊恩·泰瑞·亨利 | 提名   | [ 33 ] |
| 佛罗里达影评人协会      | 2022年12月22日 | 最佳首部电影 | 莉拉·内格鲍尔    | 提名   | [ 34 ] |
| 好萊塢影評人協會        | 2023年2月24日  | 最佳首部长片 | 莉拉·内格鲍尔    | 待定   | [ 35 ] |
| 好萊塢影評人協會        | 2023年2月24日  | 最佳男配角   | 布萊恩·泰瑞·亨利 | 待定   | [ 35 ] |
| 獨立精神獎              | 2023年3月4日   | 最佳配角演出 | 布萊恩·泰瑞·亨利 | 待定   | [ 36 ] |
| 拉斯维加斯影评人协会    | 2022年12月12日 | 最佳女主角   | 珍妮佛·勞倫斯    | 提名   | [ 37 ] |
| 拉斯维加斯影评人协会    | 2022年12月12日 | 最佳男配角   | 布萊恩·泰瑞·亨利 | 提名   | [ 37 ] |
| 伦敦影评人协会          | 2023年2月5日   | 年度男配角   | 布萊恩·泰瑞·亨利 | 提名   | [ 38 ] |
| 洛杉磯影評人協會        | 2022年12月11日 | 最佳配角     | 布萊恩·泰瑞·亨利 | 亚军   | [ 39 ] |
| 國家影評人協會          | 2023年1月7日   | 最佳男配角   | 布萊恩·泰瑞·亨利 | 亚军   | [ 40 ] |
| 在线影评人协会          | 2023年1月23日  | 最佳男配角   | 布萊恩·泰瑞·亨利 | 提名   | [ 41 ] |
| 聖地牙哥影評人協會      | 2023年1月6日   | 最佳男配角   | 布萊恩·泰瑞·亨利 | 亚军   | [ 42 ] |
| 西雅图影评人协会        | 2023年1月17日  | 最佳男配角   | 布萊恩·泰瑞·亨利 | 提名   | [ 43 ] |
| 罗马电影节              | 2022年10月22日 | 最佳首部长片 | 莉拉·内格鲍尔    | 獲獎   | [ 44 ] |